# JAC Yueyue
La JAC Yueyue, appelée aussi JAC A0 ou JAC J2 à l'export, est une citadine du constructeur automobile chinois JAC Motors. Elle s'inspire de plusieurs voitures : la Mazda 2, la Fiat Panda ou la Toyota Ist.